# Rivière Newport
Rivière Newport är ett vattendrag i Kanada.   Det ligger i provinsen Québec, i den sydöstra delen av landet, 300 km öster om huvudstaden Ottawa.
Omgivningarna runt Rivière Newport är en mosaik av jordbruksmark och naturlig växtlighet. Runt Rivière Newport är det ganska glesbefolkat, med 38 invånare per kvadratkilometer.